# Xディスプレイマネージャ
Xディスプレイマネージャ（英: X display manager）は、X Window System 上のプログラムの1つで、ローカルあるいはリモートのXサーバでセッションを開始させる機能を持つ。単にディスプレイマネージャとも呼ばれる。

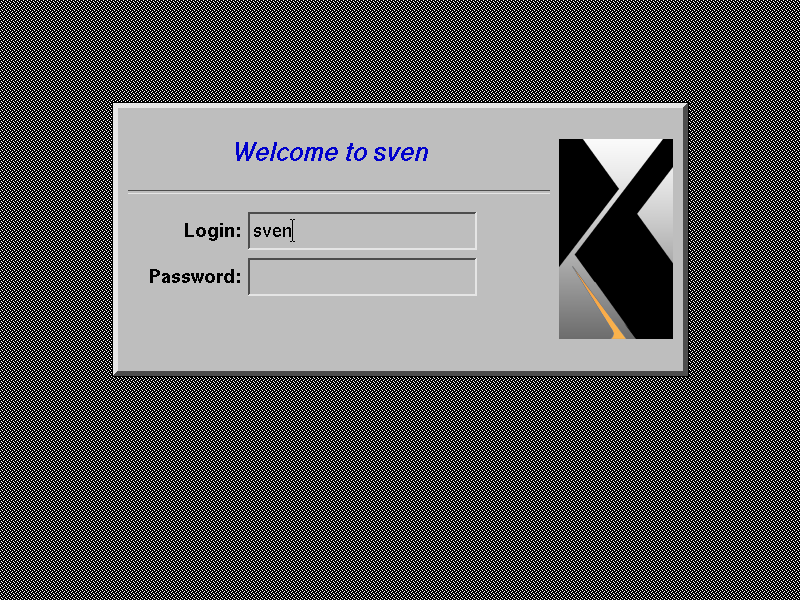
デフォルトのXディスプレイマネージャであるXDMのログイン画面

ディスプレイマネージャは、ユーザに対してログイン画面を提示し、ユーザ名とパスワードを入力可能である。ユーザが正しく入力するとセッションが開始される。
ディスプレイマネージャがユーザが操作するコンピュータ上で動作する場合、ログイン画面を表示する前にXサーバを起動し、オプションでログアウトの際にもログイン画面を表示する。この場合、ディスプレイマネージャは X Window System において、テキスト端末での init、getty、login の役割を果たす。ディスプレイマネージャがリモートのコンピュータで動作する場合、telnet サーバのように機能して、ユーザ名とパスワードを要求し、リモートセッションを開始させる。
1988年10月、X11R3 でディスプレイマネージャが導入された。これは当時登場し始めていたX端末をサポートするためであった。多くのディスプレイマネージャがスタンドアロン型のXの動作するワークステーションでも、グラフィカルなログイン画面を提供するのに使われている。1989年12月、X11R4 では X11R3 での実装上の問題を解決すべく X Display Manager Control Protocol（XDMCP）が導入された。

## ローカル/リモートの画面管理
ディスプレイマネージャは、ユーザが直接操作するコンピュータ上で動作する場合もあるし、リモートのコンピュータで動作する場合もある。前者の場合、ディスプレイマネージャは1つ以上のXサーバを起動し、最初にログイン画面を表示し（オプションで）ログアウトの度にログイン画面を表示する。後者では、ディスプレイマネージャは XDMCP プロトコルに従って動作する。

X Window System では、Xサーバがユーザーの直接操作するコンピュータ上で動作する。Xサーバは他のコンピュータで動作するディスプレイマネージャと接続でき、そのセッション上でそのコンピュータ上の各種プログラムを実行できる。

XDMCP プロトコルは、Xサーバの自律的起動とディスプレイマネージャへの接続を指示する。X Window System では、Xサーバはディスプレイ（画面）と入力機器のあるコンピュータ上で動作する。サーバは XDMCP プロトコルを使って他のコンピュータ上のディスプレイマネージャと接続でき、セッション開始を要求できる。この場合、Xサーバはグラフィカルな telnet クライアントのように振る舞い、ディスプレイマネージャが telnet サーバのように振舞う。ユーザはディスプレイマネージャが動作しているコンピュータ上でプログラムを起動でき、その入出力はXサーバ経由でユーザが直接操作しているコンピュータが行う。
Xサーバは特定のディスプレイマネージャに接続するよう設定することもできるし、接続可能なXディスレプイマネージャの動作しているホストの一覧を表示してユーザが選択するようにもできる。後者の場合、XDMCP Chooser プログラムを使い、次のいずれかの状態で機能する。
1. 事前に定義されたホストとそのネットワークアドレスの一覧を表示する。
2. ブロードキャストが届く範囲（ローカルなTCP/IPサブネット）でXDMCPサーバの動作しているホストの一覧を表示する。

ユーザがこのホスト一覧からホストを選択すると、ローカルマシンで動作しているXサーバが選択されたリモートコンピュータのXディスプレイマネージャと接続を行う。

## X Display Manager Control Protocol
X Display Manager Control Protocol（XDMCP）はUDPポート 177 を使う。Xサーバはディスプレイマネージャに対して Query パケットを送信することでセッション開始を要求する。そのディスプレイマネージャがそのXサーバにアクセスを許可する場合、Willing パケットで応答する。Xサーバは Broadcast Query パケットや IndirectQuery パケットでセッション開始を要求することもできる。
ディスプレイマネージャはサーバに対して自身を認証しなければならない。そのため、Xサーバはディスプレイマネージャに Request パケットを送信し、応答として Accept パケットを受信する。Accept パケットにXサーバが期待した内容が記されていれば、ディスプレイマネージャが認証されたことになる。正しい応答を行うには、例えはディスプレイマネージャが秘密鍵にアクセスできなければならない。認証が成功するとXサーバはディスプレイマネージャにそれを伝えるため Manage パケットを送る。すると、ディスプレイマネージャは、そのXサーバに対してXクライアントとして接続し、ログイン画面を表示する。
セッションの間、サーバは一定間隔で KeepAlive パケットをディスプレイマネージャに送信できる。ディスプレイマネージャがそれに対してある時間内に Alive パケットで応答できない場合、Xサーバはディスプレイマネージャが動作できない状態であると推定し、接続を終了させることもできる。
XDMCP の問題として telnet とも似た問題がある。それは、認証処理のパケットが暗号化されておらず、悪意ある者がそれを見て攻撃できる点である。そのため、X の通信にはSSHトンネルを使う方が安全である。

## 歴史
XDM（X Window Display Manager）は X11R3 で登場した。この版にはいくつかの問題があり、特に有名な問題としては、X端末の電源を入れなおしたときに発生した。X11R3 では、XDM は Xservers ファイルにあるX端末だけを認識し、しかもXDMが起動したときだけそのファイルを読み込むようになっていた。従って、ユーザーがX端末の電源を入れなおしたときは、システムアドミニストレータが XDM に SIGHUP シグナルを送り、Xservers を読み直させなければならなかった。
XDMCP は X11R4（1989年12月）で導入された。XDMCP では、Xサーバがディスプレイマネージャに対して能動的に接続を要求しなければならない。したがって、XDMCP を使ったXサーバの場合、Xservers に記述しておく必要がない。

## 利用可能なディスプレイマネージャ
X Window System の標準ディスプレイマネージャとしては、XDM がある。
他にもフリーなものも商用製品としても、様々なXディスプレイマネージャが開発されており、単なる画面管理以上の機能を持つものが多い。
- GNOME ディスプレイマネージャー (GDM)
- LightDM - Ubuntuにて標準採用
- KDM (KDE) - ウィンドウマネージャやデスクトップ環境をログイン時にグラフィカルに選択可能
- SDDM - LXQtにて標準採用
- dtlogin - CDEの一部
- WINGs Display Manager - Window Maker のウィジェットセット WINGs を使用
- Entrance - Enlightenment v.17 のアーキテクチャを使用
- 独立したディスプレイマネージャ
  - SLiM - デスクトップ環境と独立したディスプレイマネージャ
  - Nodm - デスクトップ環境と独立したディスプレイマネージャ